# Essex
 For alternative betydninger, se Essex (flertydig). (Se også artikler, som begynder med Essex)
Essex er et grevskab (county) i det østlige England. Hovedbyen er Chelmsford. Området er på 3670 kvadratkilometer, og befolkningen er på 1.688.400. Amtet er opdelt i en række lokale forvaltningsdistrikter. Det drejer sig om Harlow, Epping Forest, Brentwood, Basildon, Castle Point, Rochford, Maldon, Chelmsford, Uttlesford, Braintree, Colchester, Tendring, Thurrock, og Southend-on-Sea.

## Seværdigheder
- Abberton Reservoir
- Anglia Ruskin University Chelmsford campus
- Ashdon (The site of the ancient Bartlow Hills og muligvis også stedet hvor slaget ved Ashingdon forgik)
- Ashingdon (stedet hvor slaget ved Ashingdon blev udkæmpet i 1016), nær Southend, med den isolerede St Andrews Church og stedet hvor Englands tidligste flyveplads ved South Fambridge
- Audley End House and Gardens, Saffron Walden
- Brentwood Cathedral
- Clacton-on-Sea
- Chelmsford Cathedral
- Colchester Castle  [1]
- Colchester Zoo
- Colne Valley Railway
- Cressing Temple
- East Anglian Railway Museum
- Epping Forest
- Epping Ongar Railway
- Finchingfield (forfatteren Dodie Smiths hjem)
- Frinton-on-Sea
- Great Bentley
- Hadleigh Castle
- Harlow New Town
- Hedingham Castle, mellem Stansted og Colchester, nord for Braintree
- Ingatestone Hall, Ingatestone, mellem Brentwood og Chelmsford
- Kelvedon Hatch Secret Nuclear Bunker
- Lakeside Shopping Centre
- Loughton, nær Epping Forest
- Maldon historisk købstad tæt på Chelmsford og Nordsøen, og stedet hvor slaget ved Maldon foregik
- Mangapps Railway Museum   (Burnham-on-Crouch)
- Marsh Farm Country Park (South Woodham Ferrers)
- Mersea Island, populært område blandt ornitologer og vandrere West Mersea
- Mistley Towers, Manningtree, mellem Colchester og Ipswich, nær Alton Water.
- Mountfitchet Castle , Stansted
- North Weald Airfield
- Northey Island
- Orsett Hall Hotel, Prince Charles Avenue, Orsett nær Chadwell St Mary
- Real Circumstance Theatre Company
- Royal Gunpowder Mills i Waltham Abbey
- St Peter-on-the-Wall
- Saffron Walden
- Southend Pier
- Thames Estuary
- Tilbury Fort
- Thaxted, south of Saffron Walden
- Thurrock Thameside Nature Park
- University of Essex (Wivenhoe Park, Colchester and Loughton)
- Waltham Abbey Church

## Notable personer
- Greg West fra det tidligere boyband, kaldet District3 er herfra.
- Sam Callahan fra X factor UK 2013 er også fra området